# Nyamwezi
Nyamwezi, nazywani także Banyamwesi – jedna z większych grup Bantu zamieszkująca Tanzanię. Ich populacja obejmuje ponad 1,7 mln osób z największym zagęszczeniem w północno-zachodniej części kraju. Posługują się językiem nyamwezi. Pod względem języka i kultury są blisko spokrewnieni z ludem Sukuma.
Nyamwezi utrzymują się głównie dzięki rolnictwu zbożowemu, a do głównych upraw należą sorgo, proso i kukurydza. Główną uprawą przeznaczoną na handel jest ryż. Nyamwezi od dawna słyną jako podróżnicy i pracownicy poza własnym krajem. Jako tragarze stali się znani w całej Afryce Wschodniej.
Termin Nyamwezi pochodzi z języka suahili i oznacza „ludzi Księżyca”. Uważa się, że pierwsi osadnicy Nyamwezi utworzyli małe społeczności na obecnym obszarze w XVI i XVII wieku, które wyrosły na większe królestwa rządzone przez mtemi, czyli króla. Jedną z ważniejszych postaci historycznych jest Mirambo, który był wodzem od 1860 do 1884 roku. Chwilę przed śmiercią stworzył imperium środkowoafrykańskie, które obejmowało większą część regionu Unyamwezi.

## Wierzenia
Duchowość Nyamwezi kształtują tradycyjne religie plemienne, islam i chrześcijaństwo. Pomimo nawracania przez islam i chrześcijaństwo wielu wciąż uzupełnia swoje religie praktykami plemiennymi. Mimo że wierzą w potężnych bogów zwanych Likube (Najwyższy Bóg), Limatunda (Stwórca), Limi (Słońce) i Liwelolo (Wszechświat), najczęstszą praktyką jest kult przodków. 
Tradycyjna duchowość Nyamwezi koncentruje się na związku między żywymi, a ich przodkami. Przodkowie są postrzegani jako podtrzymujący tradycję, prawo i wartości ludu. Uważają, że duchy przodków są w stanie interweniować w sprawy żywych, aby pokazać swoje zadowolenie lub – częściej – wyrazić swój gniew. Niehonorowanie przodków jest oznaką braku szacunku dla kultury i tradycji Nyamwezi i z pewnością doprowadzi to do niekorzystnych konsekwencji, zwykle chorób.
Wciąż popularni są szamani oraz składanie ofiar z owiec lub kóz.